# Stefan Zweig
Stefan Zweig, avstrijski pisatelj, * 28. november 1881, Dunaj, † 22. februar 1942, Petrópolis, Rio de Janeiro, Brazilija.

## Življenje

### 1881 do 1918 – Obdobje odraščanja
Zweig je bil sin premožnega judovskega tekstilnega trgovca Moritza Zweiga in matere Ide Brettauer, potomke bogate trgovske rodbine iz Hohenemsa. Odraščal je z bratom Alfredom v čudovitem stanovanju v predelu Dunaja, imenovanem Schottenring. Družina Zweig ni bila verna, kasneje se je Stefan označil za »Juda po naključju«. Zweig je leta 1899 opravil maturo na dunajski gimnaziji Wasagasse. Kasneje se je vpisal na dunajsko univerzo, smer filozofija, kjer je, namesto da bi obiskoval predavanja, pisal feljtone za časopis Neue freie Presse, katerega urednik je bil Theodor Herzl. Kasneje, ko so od leta 1897 v časopisu objavljali njegove pesmi, je izšla njegova zbirka pesmi Srebrne strune (Silberne Saiten) in 1904 prva novela  Ljubezen Erike Ewald (Die Liebe der Erika Ewald). Istega leta je pri Friedrichu Jodlu na Dunaju promoviral z doktorsko disertacijo Filozofija Hippolyta Taina (Die Philosophie des Hippolyte Taine). Vedno bolj in bolj je razvijal svoj značilen, izpiljen slog pisanja, v katerem se povezujeta psihološki uvid in napeta zgodba. Poleg pisanja novel in esejev je bil tudi novinar in prevajalec. Prevedel je dela Verlainea, Baudelairea, še posebej pa dela Émila Verhaerena. Njegove knjige so izšle v založbi Insel v Leipzigu, katere lastnik je bil Anton Kippenberg. S Zweigom sta bila dobra prijatelja in vzpodbudil ga je, da je v založbi Insel-Bücherei, ki jo je ustanovil po 1. svetovni vojni, leta 1912, izdal zbirki knjig v izvirnih jezikih,  Bibliotheca mundi in Pandora.
Zweig je živel meščansko življenje in veliko potoval. Med drugim je leta 1910 obiskal Indijo in leta 1912 Ameriko. Ta potovanja so mu omogočila navezavo stikov tudi z drugimi pisatelji in umetniki, s katerimi si je kasneje dolga leta dopisoval. Bil je tudi navdušen zbiralec rokopisov.

### 1919 do 1933 – Salzburška leta
Po koncu vojne se je Zweig vrnil nazaj v Avstrijo. Živel je v Salzburgu, v vili Paschinger v okraju Kapuzinerberg. Januarja 1920 se je poročil s Frideriko von Winternitz, bivšo ženo novinarja dr. Felixa von Winternitza.
Kot zavzet intelektualec se je Zweig strastno zavzemal proti nacionalizmu in revanšizmu, ter spodbujal idejo o združeni Evropi. V tem času je tudi veliko ustvarjal: zgodbe, drame, novele. Zvezdni trenutki človeštva (nem. Sternstunden der Menschheit), v katerih je ujel zgodovinsko dogajanje časa, velja še do danes za eno njegovih najuspešnejših del. 
Leta 1928 je prepotoval Sovjetsko zvezo in na pobudo Maksima Gorkega, s katerim sta si dopisovala, izdal delo tudi v ruskem jeziku. Knjigo, ki je izšla leta 1931, z naslovom Zdravljenje z duhom (nem. Die Heilung durch den Geist), je posvetil Albertu Einsteinu. Leta 1933 je Zweig napisal libreto za opero Richarda Straussa Molčeča žena (nem. Die schweigsame Frau).

### 1934 do 1942 – Leta v izgnanstvu
Premoč nacionalsocializma v nemškem rajhu leta 1933 je bilo čutiti tudi v Avstriji. 18. 2. 1934 je avstrijska fašistična policija preiskala hišo pacifista Stephana Zweiga, zaradi suma skrivanja orožja. Globoko pretresen zaradi tega dejanja, je Zweig emigriral v London. Pri založniški hiši Insel so prepovedali izdajo njegovih knjig, zato so njegova dela odtlej izhajala na Dunaju. Vendar se kontakti z Nemčijo niso pretrgali. Istega leta je Zweig odpotoval v Južno Ameriko. V marcu leta 1933 je bila premiera filma, posnetega po njegovi noveli Skrivnost, ki žge (nem. Brennendes Geheimnis), ker pa je naslov zbujal zasmehujoč odnos do požiga Reichstaga, so nadaljnje predvajanje filma prepovedali. Zweiga so uvrstili na listo knjig za sežig, leta 1935 pa na listo prepovedanih avtorjev. Leta 1938 se je ločil od žene Friderike, s katero sta živela ločeno že od leta 1934, ko je odšel v London. 1939 se je poročil s Charlotte Altmann, s katero je pobegnil iz Salzburga. Po izbruhu 2. svetovne vojne je Zweig prevzel britansko državljanstvo. Zapustil je London in preko New Yorka, Argentine in Paragvaja leta 1940 prispel v Brazilijo. Leta 1942 je izšla novela Novela o šahu (nem. Schachnovelle) in monografija Brazilija (nem. Brasilien). Leta 1944 je posthumno izšla njegova avtobiografija z naslovom Včerajšnji svet (nem. Die Welt von Gestern).

### Smrt
22.2.1942 je v mestu Petropolis (pri Riu de Janeiru) Stefan Zweig naredil samomor in sicer tako, da je zaužil preveliko dozo Veronala. Njegova žena mu je sledila v smrt s predoziranjem morfija. Naslednje jutro so ju našle sobarice skupaj v postelji: njega s sklenjenimi rokami, njo stisnjeno k njemu, kot da bi oba spala. Zweigovo odločitev, da »prostovoljno in z zdravim razumom« konča svoje življenje pa niso vsi sprejeli z razumevanjem, zlasti zato, ker mu je bila - za razliko od njegovih kolegov v izgnanstvu - materialna eksistenca zagotovljena. Vendar zaradi uničenja njegove »duhovne domovine Evrope« in brezperspektivnosti življenja v izgnanstvu, Zweig ni imel nobene druge izbire, kot da konča svoje življenje. S tem je postal simbol za intelektualce v 20. stoletju. Zato so tudi v Zweigovem zadnjem domovanju v Petropolisu uredili muzej Casa Stefan Zweig, v spomin nanj in na njegovo delo.

## Recepcija in značilnosti njegovih del
Predvsem Zweigova prozna dela in romaneskne biografije (Joseph Fouché, Marie Antoinette), imajo še danes  zvest krog bralcev. Njegovo celotno delo se kaže v velikem številu novel kot npr. Novela o šahu , Ponoreli strelec (nem. Der Amokläufer) idr.,  ter v zgodbah z zgodovinsko tematiko. Tako so se znašle zgodovinske osebnosti kot so Lev Tolstoj, Fjodor Dostojevski, Napoleon Bonaparte, Georg Friedrich Händel, Joseph Fouché ter Marija Antoaneta v Zweigovih delih kot subjektivno personalizirane zgodbe. 
Če bi poskušali v Zweigovem delu najti štiri prevladujoče značilnosti, bi jih lahko verjetno opisali s pojmi kot so tragedija, drama, melanholija in resignacija. Skoraj vsa Zweigova dela se končajo s tragično resignacijo; glavnega akterja pri doseganju sreče, ki je videti dosegljiva, ovirajo neposredne zunanje in notranje prepreke, kar deluje še bolj tragično. Ta značilnost je še posebej prisotna v  delu Nestrpnost srca (nem. Undeguld des Herzens),  Zweigovem edinem dokončanem romanu. Za svojo  značilno novelo Ponoreli strelec, razpravo o strasti, je dobil navdih pri velikem vzorniku Balzacu. V Zweigovem dobro poznanem delu Novela o šahu se  meščanska humanost bori proti surovosti odtujenega sveta. Hladnokrven, preračunljiv, brezčuten svetovni šahovski mojster, ki ga žene samo grabežljivost, igra proti človeku, ki so ga nacionalsocialisti zaprli in popolnoma izolirali. Kot prvo, se človek sooči z nečloveškim sistemom (nacionalsocializmom), kot drugo pa opisuje Zweig trpljenje zaprtega človeka, ki nima nobene možnosti stika z zunanjim svetom. Kljub gorečemu zagovarjanju humanosti, je bil Zweig tako v svojih delih kot v svojem življenju goreč pacifist. V tej vlogi je šel tako daleč, da je pisateljskemu poklicu odrekal vsako politično vlogo. Prav to stališče ga je pred drugo svetovno vojno razdvajalo in razlikovalo od drugih pisateljev v izgnanstvu (predvsem Heinricha Manna in Ernsta Weissa) in PEN kluba. Thomas Mann je leta 1952, ob deseti obletnici Zweigove smrti, glede njegovega mirovništva izjavil: » Bili so časi, ko mi je bil njegov radikalni in brezpogojni  pacifizem preprosto mučen. Zdelo se je, da je pripravljen sprejeti oblast zla, samo zato, da bi se s  tem lahko izognil tistemu, kar je najbolj sovražil - vojni. Ta problem pa je nerešljiv. Od takrat, ko smo izvedeli, da tudi dobra vojna prinaša samo zlo, mislim drugače glede njegovega takratnega odnosa, oz. vsaj poskušam razmišljati drugače.
Tako kot je Stefan Zweig dosledno zahteval ločitev duha od politike, tako je tudi trdno zagovarjal združeno Evropo v tradiciji Henrija Barbussa, Romaina Rollanda in Emila Verhaerena.

## Dela

### Izvirne izdaje
- Srebrne strune (Silberne Saiten). Pesmi, 1901
- Filozofija Hippolyta Taina (Die Philosophie des Hippolyte Taine). Disertacija, 1904[3]
- Ljubezen Erike Ewald (Die Liebe der Erika Ewald). Novela. Buchschmuck v. Hugo Steiner-Prag, Fleischel & Co., Berlin 1904
- Zgodnji venci (Die frühen Kränze). Pesmi. Insel, Leipzig 1906
- Tersit (Tersites). Žaloigra v treh dejanjih, okoli 1907
- Emile Verhaeren, okoli 1910
- Skrivnost, ki žge (Brennendes Geheimnis), (1911, slovenski prevod 1937, prevajalec Leopold Stanek)(COBISS)
- Prvo doživetje (Erstes Erlebnis). Štiri zgodbe iz otroštva, Insel, Leipzig 1911
- Hiša ob morju (Das Haus am Meer). Igra v dveh dejanjih, okoli 1912
- Preobraženi komedijant (Der verwandelte Komödiant). Igra iz nemškega obdobja rokoko, okoli 1913
- Jeremija (Jeremias). Dramska pesnitev v novih slikah, okoli 1917
- Spomini na Emila Verhaerena (Erinnerungen an Emile Verhaeren). Privatna izdaja 1917
- Srce Evrope (Das Herz Europas). Obisk ženevskega Rdečega križa, Rascher, Zürich 1918
- Legenda nekega življenja (Legende eines Lebens). Komorna igra v treh dejanjih. Insel, Leipzig 1919
- Vožnje. Pokrajine in mesta (nem. Fahrten. Landschaften und Städte). Tal, Leipzig in Wien 1919
- Trije mojstri: Balzac – Dickens – Dostojevski Insel, Leipzig 1920 (nem. Drei Meister: Balzac – Dickens – Dostojewski) = Graditelji sveta (nem. Die Baumeister der Welt. Versuch einer Typologie des Geistes, Band 1), prevedel Edvard Flisar, 1967 (COBISS)
- Marceline Desbordes-Valmore. Življenjska slika pesnice (nem. Marceline Desbordes-Valmore. Das Lebensbild einer Dichterin). S prepesnitvijo Gisele Etzel-Kühn, okoli 1920
- Romain Rolland. Mož in delo (nem. Romain Rolland. Der Mann und das Werk). (1921, slovenski prevod 1975, prevajalka Helena Menaše) (COBISS)
- Neznankino pismo (nem. Brief einer Unbekannten). Lehmann & Schulze, Dresden 1922 (slovenski prevod 2017, prevajalka Ana Jasmina Oseban)
- Amok (nem. Amok). Novele strasti. Insel, Leipzig 1922
- Oči večnega brata (nem. Die Augen des ewigen Bruders). (1922, slovenski prevod 1934, prevajalec Mirko Ferenčak) (COBISS)
- Strah (nem. Angst). Novela, s sklepno besedo E. H. Rainalterja, Reclam, Leipzig 1925. (slovenski prevod 2012, prevajalka Ana Jasmina Oseban) (COBISS)
- Boj z demonom. Hölderlin – Kleist - Nietzche (nem. Der Kampf mit dem Dämon. Hölderlin – Kleist – Nietzsche). (= Die Baumeister der Welt, Band 2), Insel, Leipzig 1925
- Ubežnik. Epizoda z Ženevskega jezera (nem. Der Flüchtling. Episode vom Genfer See). Bücherlotterie, Leipzig 1927
- Slovo od Rilkeja (nem. Abschied von Rilke). Vezana beseda, Wunderlich, Tübingen 1927
- Zvezdni trenutki človeštva. Štirinajst zgodovinskih miniatur (nem. Sternstunden der Menschheit. Fünf historische Miniaturen). (brez letnice, slovenski prevod 2004, prevajalec Stanko Jarc)(COBISS)
- Joseph Fouché. Slika političnega človeka (nem. Joseph Fouché. Bildnis eines politischen Menschen). ( 1929, slovenski prevod 1932, prevajalec Fran Albecht) (COBISS)
- Jagnje reveža (nem. Das Lamm des Armen). Tragikomedija v treh dejanjih, Insel, Leipzig 1929
- Marija Antonietta : slika povprečnega značaja s šestimi slikami (nem. Marie Antoinette The Portrait of an Average Woman) (1932, slovenski prevod 1933, prevajalec Fran Albrecht) (COBISS)
- Erazem Rotterdamski : triumf in tragika (nem. Triumph und Tragik des Erasmus von Rotterdam). (1934, slovenski prevod 1971, prevajalec Peter Kolar) (COBISS)
- Molčeča ženska (nem. Die schweigsame Frau). Komična opera v treh dejanjih. Libretto, prosto po komediji Epicoene, ali The Silent Woman  Bena Jonsona. Glasba Richarda Straussa. Fürstner, Berlin 1935. UA 24. Juni 1935 Dresden
- Marija Stuart (nem. Maria Stuart). (1935, slovenski prevod 1974, prevajalec Boris Paš) (COBISS)
- Zbrane pripovedi, 2 knjigi (nem. 1. knjiga:Ogrlica, 2. knjiga: Kalejdoskop)  (Gesammelte Erzählungen, 2 Bände (Band 1: Die Kette, Band 2: Kaleidoskop), okoli 1936
- Srečanje z ljudmi (nem. Begegnungen mit Menschen) Büchern, Städten, okoli 1937
- Magellan. Mož in njegovo dejanje. (nem. Magellan. Der Mann und seine Tat). (1938, slovenski prevod 1954, prevajalec Pavle Flere) (COBISS)
- Nestrpnost srca (nem. Ungeduld des Herzens). (1939, slovenski prevod 1988, prevajalec Vital Klabus). Roman. (COBISS)
- Brazilija. Dežela prihodnosti (nem. Brasilien. Ein Land der Zukunft). Bermann-Fischer, Stockholm 1941
- Novela o šahu (nem. Schachnovelle). (1942, slovenski prevod 2006, prevajalka Nina Vočko) (COBISS)
- Amerigo. Zgodba o zgodovinski zmoti (nem. Amerigo. Die Geschichte eines historischen Irrtums). okoli 1944
- Legende (nem. Legenden) okoli 1945
- Fragment neke novele (nem. Fragment einer Novelle). Wien 1961
- Omama preobrazbe (nem. Rausch der Verwandlung). Roman, iz zapuščine Knuta Becka 1982

Izbor novejših izdaj 
- Izbrana dela v štirih knjigah (in kaseti) (nem. Ausgewählte Werke in vier Bänden (in Kassette)), S. Fischer, Frankfurt am Main 2003, ISBN 978-3-596-15995-6
- Clarissa. Zasnova romana. (nem. Clarissa. Ein Romanentwurf). Založnik Knut Beck, S. Fischer, Frankfurt am Main 1990, ISBN 978-3-10-097080-0
- Jagnje reveža in druge drame (nem. Das Lamm der Armen und andere Dramen). Založnik Knut Beck, S. Fischer, Frankfurt am Main 1984, ISBN 978-3-10-097066-4
- Poznam čarobnost pisave (nem. Ich kenne den Zauber der Schrift). Katalog in zgodbe za zbirko avtogramov Stefana Zweiga. Založnik Oliver Matuschek, Inlibris, Wien 2005, ISBN 978-3-9501809-1-6
- Omama preobrazbe (nem. Rausch der Verwandlung). Roman iz zapuščine, S. Fischer, Frankfurt am Main 1982, ISBN 978-3-596-25874-1
- Dnevniki (nem. Tagebücher). Založnik Knut Beck, S. Fischer, Frankfurt am Main 1984, ISBN 978-3-10-097068-8
- Včerajšnji svet (nem. Die Welt von Gestern). Erinnerungen eines Europäers, S. Fischer, Frankfurt am Main 2006, ISBN 978-3-596-17329-7, prevod Angela Vode (COBISS)
- Skrivnost, ki žge. Zgodbe, Zbirka (nem. Brennendes Geheimnis. Erzählungen. Sammlung : Brennendes Geheimnis, Scharlach, Brief einer Unbekannten, Praterfrühling, Zwei Einsame, Widerstand der Wirklichkeit, War er es?, Ein Mensch, den man nicht vergißt, Unvermutete Bekanntschaft mit einem Handwerk), S. Fischer, Frankfurt am Main 2002, ISBN 978-3-10-097070-1

### Dopisovanje
- Pisma, 4 knjige. Izdaja Knut Beck, Jeffrey B. Berlin et al., Verlag S. Fischer:
- Pisma 1897–1914, Frankfurt am Main 1995, ISBN 978-3-10-097088-6
- Pisma 1914–1919, Frankfurt am Main 1998, ISBN 978-3-10-097089-3
- Pisma 1920–1931, Frankfurt am Main 2000, ISBN 978-3-10-097090-9
- Pisma 1932–1942, Frankfurt am Main 2005, ISBN 978-3-10-097093-0
- Alfons Petzold – Stefan Zweig: Dopisovanje (Alfons Petzold – Stefan Zweig: Briefwechsel). Predgovor in komentar, založnik David Turner, Peter Lang, New York 1998, ISBN 978-0-8204-3900-6
- Pisma prijateljem (Briefe an Freunde). Založniki Richard Friedenthal, S. Fischer, Frankfurt am Main 1978, ISBN 978-3-10-097028-2
- Dopisovanje s Hermanom Bahrom, Sigumndom Freudom, Rainer Maria Rilke in Arthurjem Schnitzlerjem (Briefwechsel mit Hermann Bahr, Sigmund Freud, Rainer Maria Rilke und Arthur Schnitzler). Založnik Jeffrey B. Berlin et al., S. Fischer, Frankfurt am Main 1987, ISBN 978-3-10-097081-7
- Herman Hesse in Stefan Zweig: Dopisovanje (Hermann Hesse und Stefan Zweig: Briefwechsel). Založnik Volker Michels, Suhrkamp (BS 1407), Frankfurt am Main 2006, ISBN 978-3-518-22407-6
- Rainer Maria Rilke in Stefan Zweig v pismih in dokumetnih (Rainer Maria Rilke und Stefan Zweig in Briefen und Dokumenten). Založnik  Donald A. Prater, Insel, Frankfurt am Main 1987, ISBN 978-3-458-14290-4
- Stefan Zweig / Paul Zech. Pisma 1910–1942, Greifen, Rudolstadt 1984, ISBN 978-3-596-25911-3
- Morda uporabljamo dva različna jezika... (Vielleicht führen wir zwei verschiedene Sprachen...) – K dopisovanju z Josephom Rothom in Stefanom Zweigom. Z 21 do sedaj še neobjavljenih pisem. Založnik Matjaz Birk, LIT, Münster 1996, ISBN 978-3-8258-3182-0

## Povezave
- Stefan Zweig na IMDb
- Izčrpna biografija Stefana Zweiga
- Mednarodno društvo Stefana Zweiga[mrtva povezava]
- Zbrane in komentirane povezave Univerzitetne knjižnice FU Berlin Arhivirano 2011-09-23 na Wayback Machine.
- Casa Stefan Zweig v Petrópolisu, Brazilija
- Stefan Zweig v centralnem katalogu digitaliziranih tiskov Arhivirano 2013-12-13 na Wayback Machine.
- stefanzweig.de Arhivirano 2012-02-04 na Wayback Machine.
- Stefan Zweig Centre Salzburg
- Andreas Weigel: Meteorit trifft Zweig. O Jamesu Joyceu in Zweigu in Salzurgu in še o čem. V: "Die Presse", Spectrum. 13. Junij 2009. S.IV.